# Артюх, Александр Игоревич
Александр Игоревич Артюх (род. 1 сентября 1986 года, Москва) — российский каскадёр, который в 2011 году был осуждён на 11 лет лишения свободы по обвинению в убийстве, несмотря на сомнительные улики, наличие других версий, а также наличие видеозаписи и других неопровержимых доказательств его невиновности. Дело Артюха вызвало большой резонанс в обществе, и с 2011 года не прекращались попытки обжаловать приговор и отменить его. Освобождён в 2018 году.

## Биография
Родился 1 сентября 1986 года в Москве. Отец — Артюх Игорь Кириллович, мастер спорта, многократный чемпион СССР и России по мотокроссу. С 7 лет Александр сам начал заниматься мотоспортом.
В 2007 году совместно со своим отцом и старшим братом организовал спортивный клуб «XS-motors» и становится его президентом.
Александр неоднократно принимал участие в соревнованиях по мотокроссу — на чемпионатах Москвы и области (2011 год, III место), чемпионате России (2011 год), в гонке на приз «Русская Зима» в Коломне (2008 год, II место). В заездах всегда входил в десятку сильнейших гонщиков России. Кроме того, имеет чёрный пояс по карате, I дан. Занимался профессионально снегоходным кроссом, участвовал в чемпионатах России за спортивную команду «Олимп». Неоднократно принимал участие в съемках кинофильмов, телесериалов и ТВ-шоу в качестве каскадера. Каскадер таких кинопроектов, как «Дневной Дозор», «Умножающий печаль», «Бальзаковский возраст, или Все мужики сво…», и других.
В августе 2011 года Александр женился на своей возлюбленной, Екатерине Бухтияровой.
В ночь с 8 на 9 октября 2011 года Александр Артюх стал свидетелем уличной драки, в которой оказался замешан его брат. Конфликт между дерущимися произошёл в состоянии алкогольного опьянения. Александр (сам будучи трезвым) стал разнимать драку, чтобы спасти своего брата. Один из участников драки был заколот ножом. В этом убийстве был обвинён Александр Артюх. Нагатинский районный суд г. Москвы приговорил его к 11 годам лишения свободы. До приговора были отмечены многочисленные нарушения в ведении следствия и судебного производства, отмечены пытки Артюха, шантаж и угрозы. Однако даже после таких действий, Александр не взял на себя вину. Многочисленные эксперты свидетельствовали в пользу обвиняемого. Главная улика — видеозапись драки, где видно? что убийство совершает другой человек, а не Артюх, в суде не рассматривалась.
Супруга Александра, Екатерина Артюх, на протяжении 6 лет вела борьбу за освобождение мужа. Она и её соратники создали сайт в поддержку Александра, группы в VK и Facebook, писали обращения и петиции, а также выложили уголовное дело Артюха в общий доступ (всего 18 томов). Дело Артюха рассматривалось во множестве телевизионных программ и печатных СМИ.
20 декабря 2018 года В. В. Путин подписал указ о помиловании А. И. Артюха (вступил в силу через 10 дней после его подписания).

## В массовой культуре
- Выпуск программы «Моя история» от 26.09.2014 (ОТР)[3].
- Выпуск программы «Экстрасенсы ведут расследование» от 23.5.2015 (ТНТ)[4].
- Выпуск программы «Мужское/Женское» от 20.10.2015 (Первый канал)[5].
- Выпуск программы «Чёрное/Белое» в 2016 году (Первый канал)[6].